# Albizia glabrior
Albizia glabrior är en ärtväxtart som först beskrevs av Gen-Iti Koidzumi, och fick sitt nu gällande namn av Jisaburo Ohwi. Albizia glabrior ingår i släktet Albizia och familjen ärtväxter. Inga underarter finns listade i Catalogue of Life.